# Bernard Laporte
Pour les articles homonymes, voir Laporte.
Bernard Laporte, né le 1er juillet 1964 à Rodez (Aveyron), est un joueur, entraîneur puis dirigeant français de rugby à XV. Il est également homme d'affaires et homme politique.
Évoluant au poste de demi de mêlée dans son club formateur de Gaillac avant de rejoindre le CA Bordeaux Bègles, il est champion de France en 1991. Après la fin de sa carrière de joueur en 1993, il entame celle d'entraîneur. Il entraîne le Stade bordelais entre 1993 et 1995 puis le Stade français de 1995 à 1999 avec à la clé un titre de champion de France et une Coupe de France. Il est ensuite le sélectionneur du XV de France de 1999 à 2007 (deux Grands Chelems dans le Tournoi des Six Nations).
Il est ensuite secrétaire d'État chargé des Sports auprès de la ministre de la Santé, de la Jeunesse et des Sports dans le second gouvernement Fillon du 22 octobre 2007 au 23 juin 2009. Il est aussi consultant sur RMC et commente les matchs de la coupe du monde de rugby 1999 et 2015 sur TF1.
Bernard Laporte est le manager du RC Toulon de 2011 à 2016, avec qui il remporte un titre de Championnat de France, et 3 Coupes d'Europe consécutives, ce qui est une première dans l'histoire du tournoi.
Il est par la suite élu président de la Fédération française de rugby le 3 décembre 2016. Sous sa présidence, la France obtient en novembre 2017 l'organisation de la Coupe du monde 2023.
Il est condamné en première instance en 2022 pour corruption. En janvier 2023, il est placé en garde à vue pour blanchiment de fraude fiscale aggravé dans une autre affaire. Il se met en retrait de la présidence de la FFR en décembre 2022 et démissionne de son poste le 27 janvier 2023. Finalement le 21 mars 2024, l'enquête a été classée sans suite par le parquet national financier (PNF) à la suite d'une inexistence d'infraction.
Il devient directeur du rugby du Montpellier Hérault Rugby le 18 novembre 2023.

## Carrière sportive
a Compétitions nationales et continentales officielles uniquement.

Dernière mise à jour le 27 octobre 2012.

### Joueur de rugby
Évoluant au poste de demi de mêlée, il commence sa carrière comme joueur dans son club formateur l'UA Gaillac avec qui il sera champion de France juniors (Coupe René Crabos) en 1983. Cette même année, il rejoint le CA Bègles Bordeaux, avec notamment la première ligne Vincent Moscato (qu'il a connu à Gaillac), Serge Simon et Philippe Gimbert surnommée « les Rapetou », il remporte le titre de champion de France en 1991.

### Entraîneur, sélectionneur et dirigeant
Entre 1993 et 1995, il fait ses classes en tant qu'entraîneur-joueur au Stade bordelais université club.
Il prend ensuite les rênes du Stade français en tant qu'entraîneur en mai 1995 qui évolue au groupe B (équivalent de la troisième division). Le club vient de fusionner avec le CASG et a de grandes ambitions. Avec lui à sa tête, le club franchit chaque année un échelon : champion du groupe B en 1996, puis 2e du groupe A2 en 1997, puis groupe A1 de première division en 1998 en faisant venir des joueurs « prestigieux » comme Denis Charvet ou son ami Vincent Moscato. Il remporte dès sa première saison dans l’élite le championnat de France de rugby et amène le Stade français en demi-finale européenne. En 1999, il remporte la Coupe de France. Profitant de la fortune du mécène Max Guazzini, il fait signer pas moins de 23 nouveaux joueurs, dont Serge Simon et Philippe Gimbert, plus David Auradou, Diego Dominguez, Christophe Juillet, Christophe Dominici, Marc Lièvremont, Olivier Roumat, Sylvain Marconnet ou Richard Pool-Jones.
Il est nommé sélectionneur de l'équipe de France après la Coupe du monde. Il devient le premier sélectionneur de l'histoire du XV de France à ne jamais avoir connu ce maillot en tant que joueur. Au cours de son mandat, le XV de France remporte le Tournoi des Six Nations à quatre reprises en 2002, 2004, 2006 et 2007, réalise le Grand Chelem à deux reprises en 2002 et 2004. La France termine à la quatrième place lors des Coupes du monde de 2003 et de 2007, battue à chaque fois en demi-finale par l'Angleterre. Il reste à la tête de l'équipe de France plus longtemps que la plupart de ses prédécesseurs, alors même qu'il a obtenu dans l'ensemble de moins bons résultats : ainsi, le sélectionneur précédent, Jean-Claude Skrela, avait en quatre ans remporté le Grand Chelem à deux reprises (1997 et 1998), et mené la sélection en finale de la Coupe du monde en 1999. Cela ne l'avait pas empêché de perdre son poste à la suite de cette finale. Le 19 octobre 2007, Bernard Laporte quitte définitivement son poste de sélectionneur du XV de France après une défaite contre l'Argentine (10-34) lors du match pour la troisième place de la Coupe du monde 2007. Au cours de ses deux mandats, l'équipe de France aura disputé 98 matchs avec un bilan de 62 victoires contre 34 défaites et 2 matchs nuls. Ses huit ans passés à la tête du XV de France auront été marqués par le renforcement de l'assise défensive de l'équipe, qui est devenue au fil des années difficilement franchissable en cours de jeu et qui concède un nombre limité de pénalités. Cependant cette évolution s'est globalement accompagnée, selon certains analystes sportifs, d'une quasi-disparition du French flair, cette imprévisibilité et cette capacité à marquer des essais improbables quelles que soient les conditions de jeu.[réf. souhaitée]
La coupe du monde 2007 est également marquée par une polémique politico-médiatique lors du match d'ouverture perdu par la France face à l'Argentine, qui est une extension de la polémique alors en cours à propos de la demande de Nicolas Sarkozy, président de la République, de lire la lettre du résistant Guy Môquet dans toutes les écoles. Laporte demande au capitaine français, Raphaël Ibañez, de lire la lettre dans le vestiaire avant le match. Celui-ci refuse et c'est finalement le jeune arrière Clément Poitrenaud qui la lira. D'après le deuxième ligne Fabien Pelous, cet épisode crée une fracture rédhibitoire entre Laporte et ses joueurs.
De décembre 2010 à mars 2011, il occupe le poste d'administrateur de l'Aviron bayonnais afin de travailler sur un projet de complexe sportif autour d'un stade de 25 000 places et d'être conseiller sportif auprès du président Francis Salagoïty. Mais au bout de seulement deux mois et demi, il quitte le poste à la suite de désaccords avec le président Salagoïty.
En mai 2011, Bernard Laporte, dirigeant « honorifique », fait son retour au Stade français. Il essaye de renflouer le capital du club avec le fonds canadien FACEM. À ce moment, il pense permettre ainsi au club de sauver sa place dans le Top 14 en résorbant son déficit, estimé à six millions d'euros. Toutefois, la FACEM ne verse pas les douze millions d'euros promis. La branche Europe de la FACEM s'était engagée sans accord du fonds Amérique qui n'a pas été consulté. Laporte est victime d'une escroquerie. Le club replonge dans la crise financière et suspend son avenir au jugement de la Direction nationale d'aide et de contrôle de gestion (DNACG) le 27 juin. Laporte trouve un investisseur, mais la DNACG n'accepte pas le délai supplémentaire nécessaire à la mise en place. Cependant, à cette date, un nouvel actionnaire, dont la première mise de fonds était insuffisante, réapparaît avec le budget nécessaire. Thomas Savare devient président du club de la capitale à la place de Max Guazzini. Bernard Laporte donne sa démission du poste de vice-président d'honneur, abattu de n'avoir pu aider son ami Max, à qui il doit sa carrière d’entraîneur[réf. nécessaire].
Le 1er décembre 2011, Bernard Laporte remplace Philippe Saint-André au poste d'entraîneur du RC Toulon. Après une 3e place lors de sa première année en saison régulière 2011-2012, Laporte réussit à hisser le club en finale du Challenge européen perdue 21 à 18 contre le Biarritz olympique et en finale du championnat de France face au Stade toulousain après avoir battu le Racing Métro 92 (17-14) en quart de finale, et Clermont (15-12) en demi-finale, en 5 mois. Cette finale perdue 18 à 12 est la première disputée par le RCT depuis 1992. La saison 2012-2013 est marquée par les arrivées de Chris Masoe, Maxime Mermoz, Frédéric Michalak, Delon Armitage, Gethin Jenkins ou encore Andrew Sheridan. Le RC Toulon devient champion d'Europe pour la première fois de son histoire, en battant en finale de la Coupe d'Europe l'ASM Clermont Auvergne sur le score de 16 à 15, il s'agit également premier sacre européen personnel de Bernard Laporte. Mais le RCT échoue encore de justesse en finale du Top 14 face à Castres (14-19). L'équipe était pourtant parvenue à battre Toulouse tenant du titre sur un score sans appel de 24 à 9. Grâce aux ambitions démesurées du président Mourad Boudjellal, Toulon recrute cinq figures emblématiques du ballon ovale Bryan Habana, Drew Mitchell, Martin Castrogiovanni, Juan Smith et Ali Williams pour la saison 2013-2014. En février 2014, la Ligue nationale de rugby suspend Bernard Laporte pour une durée de treize semaines, à cause de propos visant l'arbitre du match Grenoble-Toulon (22-21) Laurent Cardona. Le manager de Toulon avait qualifié Cardona, de « pipasse, nul et incompétent ». Sur le plan sportif, l'équipe conserve son titre européen en battant en finale de la H-Cup l'équipe anglaise des Saracens (23-6). Opposé comme la saison précédente au Castres olympique, le club toulonnais s'impose en finale de Top 14 le 31 mai 2014 sur le score de 18 à 10 avec 15 points et un sans-faute face aux poteaux de Jonny Wilkinson qui disputait le dernier match de sa carrière.

### Président de la fédération française de rugby

#### Élections et premières réformes

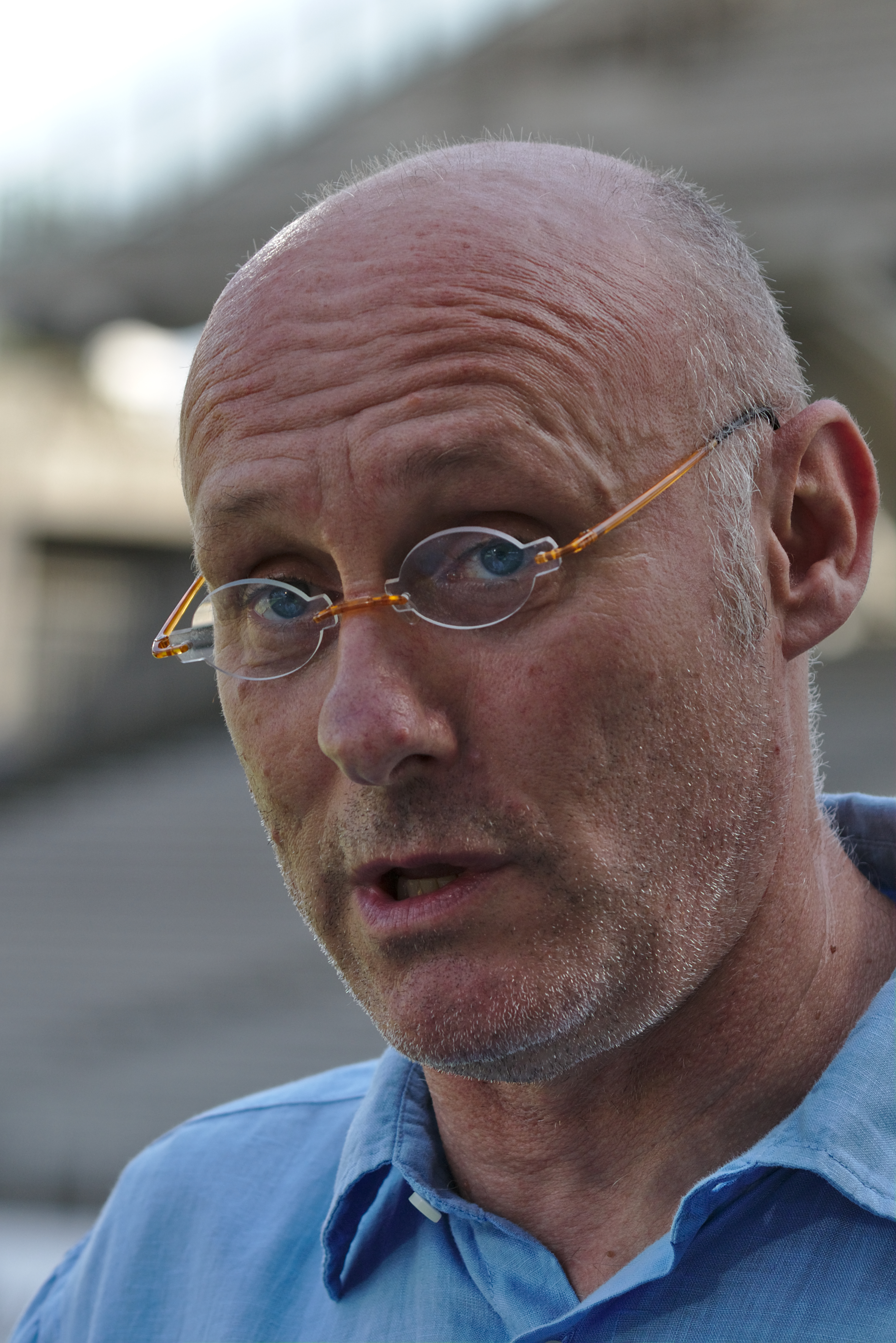
Bernard Laporte en 2015.

Le 1er septembre 2015, Bernard Laporte annonce sa candidature pour l'élection du président de la Fédération française de rugby en décembre 2016, et choisit Serge Simon comme directeur de campagne. Bernard Laporte a été son coéquipier au CA Bordeaux Bègles Gironde puis son entraîneur au Stade français. Les deux hommes font un tour de France des clubs de rugby pour expliquer le programme du candidat. Serge Simon, Pascal Pape, Philippe Rouge-Thomas, Fabrice Estebanez, Bernard Vivies et Annick Hayraud, notamment, sont membres de la liste qu'il conduit. Il n'est pas le seul candidat, Pierre Camou, président sortant, et Alain Doucet, secrétaire général de la FFR, s'étant eux aussi déclarés. Pierre Salviac, initialement candidat, retire sa candidature le 23 septembre 2016.
Lors de l'élection du nouveau comité directeur de la Fédération française de rugby, le 3 décembre 2016, la liste menée par Bernard Laporte obtient 52,6 % des voix, soit 29 sièges, contre 35,28 % des voix pour Pierre Camou (6 sièges) et 12,16 % pour Alain Doucet (2 sièges). Bernard Laporte est élu à la présidence de la fédération française de rugby. Il agit à son poste bénévolement, les statuts fédéraux permettant la rémunération de trois élus, c'est Serge Simon, vice-président, Christian Dullin, secrétaire général, et Alexandre Martinez, trésorier général qui bénéficient de cet avantage. En 2017, il fait de l'obtention de l'organisation de la Coupe du monde de rugby à XV 2023 une priorité.
Après avoir enterré le projet de grand stade de rugby lancé par son prédécesseur (qui avait commencé par être financé mais n'avait pas d'existence légale), il mène plusieurs chantiers, comme le décalage une heure plus tard des matchs de Top 14 diffusés jusque-là à 16 h 15 le dimanche (pour favoriser la présence du public au bord des terrains de matchs amateurs), la fin des joueurs étrangers naturalisés en équipe de France (ce qui amputait les équipes des Fidji, de Géorgie ou encore d'Afrique du Sud qui ne pouvaient pas lutter en termes de salaires) ou encore le vote décentralisé pour les clubs amateurs sur chaque mesure d'importance.
En mai 2017, il intègre le comité exécutif de World Rugby. Il prend le siège laissé vacant par son prédécesseur Pierre Camou. Il est élu durant l'assemblée générale de World Rugby, à Kyoto, au détriment du président de la Fédération sud-africaine, Mark Alexander.

#### Conflit avec la Ligue nationale de rugby
Au printemps 2017, la FFR entre en conflit avec la Ligue nationale de rugby qui s'oppose à la mise en place de contrats fédéraux pour les joueurs de l'équipe de France, une des promesses de campagne de Laporte. En mars, le comité directeur de la fédération refuse de valider les calendriers de Top 14 et de Pro D2 proposés par la LNR tant qu'aucun accord n'aura été conclu sur la réforme du statut des joueurs internationaux. Bernard Laporte veut une quarantaine d'internationaux français sous contrat la moitié de l'année avec la fédération pour permettre aux joueurs d'avoir plus de temps de préparation avec le XV de France. La LNR et douze clubs du Top 14 réaffirment eux leur «totale opposition» au principe des contrats fédéraux, et estime qu'un «projet qui repose sur un statut juridique inapplicable n'est en rien nécessaire à la recherche de l'optimisation des conditions de préparation de l'équipe de France». En juin, les deux institutions se mettent d'accord sur un avenant à l'actuelle convention FFR/LNR pour élargir la liste des joueurs internationaux « protégés » de 30 à 45 joueurs et étendre la période d'intersaison pendant laquelle les internationaux membres de cette « liste Groupe France » ne pourront disputer aucun match, même amical, de huit à dix semaines.

#### Affaire Laporte-Altrad
En août 2017, Bernard Laporte se retrouve fragilisé pour une affaire de favoritisme présumé au profit du club de Montpellier (MHR). Selon le JDD du 13 août, Laporte serait intervenu pour que la commission d'appel de la FFR se prononce avec « bienveillance » sur plusieurs décisions de la commission de discipline de la Ligue nationale de rugby concernant le MHR. Selon le JDD et L'Équipe, la commission d'appel de la FFR aurait confirmé le 29 juin le jugement de première instance (infligeant notamment à Montpellier une amende de 70 000 euros ), mais cette allégation sera contredite par le PV de la séance, daté du 29 juin et contre-signé par Philippe Peyramaure, le président de la commission d'appel. Toujours d'après ces journaux, le lendemain, les peines à l'encontre du MHR auraient été réduites après la volte-face d'un des trois membres siégeant ce jour-là, qui modifie son vote pourtant, le PV d'assemblée ne comporte que la seule date du 29 juin. Or, BL Communication, société dirigée par Laporte, a signé à l'hiver avec une société du groupe Altrad, un contrat d'un an pour quatre prestations, pour un montant de 150 000 euros. Selon un article de ce contrat, « BL Communication s'interdit toute déclaration ou tout comportement public susceptible de nuire à la réputation (d') Altrad ». Lequel est devenu à la même période le premier sponsor à s'afficher sur le maillot des Bleus.
Le 26 août 2017-, la ministre des Sports, Laura Flessel, annonce qu'elle organisera très vite une rencontre avec Bernard Laporte, afin d'avoir des précisions au sujet de l'affaire. À la suite de la polémique, le président de la FFR renonce deux jours plus tard au contrat d'image qui le lie avec la société Altrad Investment Authority et assure que « la prestation (150 000 euros versés à Laporte pour diverses interventions) ne sera pas réalisée » et « le contractant BL Communication n'en tirera aucun avantage pécuniaire ». Il propose également « à Madame la ministre des Sports la création d'une Haute autorité de lutte pour la transparence et l'équité dans le rugby, composée de personnalités indépendantes et disposant de pouvoirs d'investigation et de sanction élargis ».
Le 30 août 2017, le ministère des Sports annonce qu'une enquête interne, confiée à l'inspection générale de la jeunesse et des sports, est ouverte sur les pressions supposément exercées par le président de la FFR auprès de sa commission de discipline. Cette affaire ne concerne pas Mohed Altrad qui est étranger à l'affaire et qui n'est d'ailleurs pas fonctionnaire mais Bernard Laporte, celui-ci étant dépositaire, en effet, en tant que Président de la FFR, d'une mission de service public, et à ce titre susceptible d'être contrôlé par l'Inspection générale de l’administration.
Bernard Laporte finit par porter plainte contre L'Équipe pour diffamation en septembre 2017, s'estimant victime d'une campagne de presse. Il perd son procès contre le journal en juillet 2019. Le tribunal correctionnel de Paris estime que le caractère diffamatoire des propos de L'Équipe était « établi » en ce qu'ils pouvaient porter atteinte à l'honneur et à la considération de l'ancien secrétaire d’État, mais relaxe le journal au bénéfice de la « bonne foi » : « Le sujet traité, à savoir les supposées pressions exercées par le président d'une fédération sportive majeure, dans le cadre d'une procédure disciplinaire, représente un but légitime d'expression et également un sujet d'intérêt général ».
Le 4 décembre 2017, la ministre des Sports, Laura Flessel, décide de transmettre à la justice le rapport de l'inspection générale de la jeunesse et des sports. Il appartient alors au parquet saisi de décider s'il ouvre une enquête pénale ou non.
En janvier 2018, la FFR choisit le groupe Altrad pour devenir le sponsor maillot de l'équipe de France. La totalité des fonds de cet accord, 7 millions d'euros par an, sera dédié au développement du rugby amateur. Malgré la renonciation de Bernard Laporte au contrat personnel d'image qui le liait à la société Altrad, le sponsor reste contesté pour des raisons éthiques puisque le groupe Altrad devient un partenaire de premier rang de la FFR tandis que Mohed Altrad est propriétaire du Montpellier Hérault rugby, club du championnat de France. Quelques jours avant l'annonce du partenariat, la Ligue nationale de rugby, soucieuse de préserver « l’équité du Top 14 », a « voté contre cette attribution, qu’elle considère précipitée ».

#### Attribution de la Coupe du monde 2023
Fin 2017, Bernard Laporte défend la candidature de la France à l'organisation de la Coupe du monde de rugby à XV 2023. Contre toute attente et alors que la France n'est pas favorite, elle est désignée le 15 novembre 2017, comme pays hôte de la Coupe du monde 2023, ce qui est perçu comme un succès personnel pour le président de la FFR.

#### Remplacement de Guy Novès par Jacques Brunel
En décembre 2017, à la suite des mauvais résultats du XV de France, Bernard Laporte demande à son vice-président, Serge Simon, de réaliser un rapport sur les difficultés de la sélection en recueillant l’avis de nombreux acteurs directs et indirects de l’équipe de France : les joueurs, le staff, les entraîneurs et les présidents du Top 14. Le 27 décembre 2017, il annonce qu'il a décidé de limoger Guy Novès et son staff. C'est la première fois dans l'histoire de l'équipe de France que le sélectionneur ne va pas au bout de son contrat. Laporte nomme alors Jacques Brunel sélectionneur de l'équipe de France. Brunel a été, de 2001 à 2007, l'adjoint de Bernard Laporte en équipe de France. Laporte souhaite que Brunel s’appuie sur un panel de 5 à 6 entraîneurs adjoints issus du Top 14 et qui interviendraient à la pige. Mais à la suite du refus de plusieurs techniciens du Top 14, ils choisissent de revenir à un fonctionnement plus traditionnel en espérant mettre en place ce système plus tard. Jean-Baptiste Élissalde est nommé entraîneur des lignes arrières tandis que, pour les avants, les charges sont partagées entre Julien Bonnaire (touche) et Sébastien Bruno (mêlée), entraîneur des avants du Lyon olympique universitaire, libéré par son club durant le Tournoi des Six Nations 2018.
Le 29 décembre 2017, Guy Novès annonce qu'il conteste la légalité de sa procédure de licenciement pour faute grave. Il affirme que « cette rupture brutale est intervenue sans procédure préalable, c'est-à-dire en violation des droits et garanties essentielles prévues par la loi ». Le 8 avril 2019, le conseil de prud'hommes de Toulouse condamne la Fédération française à verser 1,008 million d'euros à Guy Novès, essentiellement pour rupture de son contrat à durée déterminée sans faute grave.

#### Nomination de Fabien Galthié

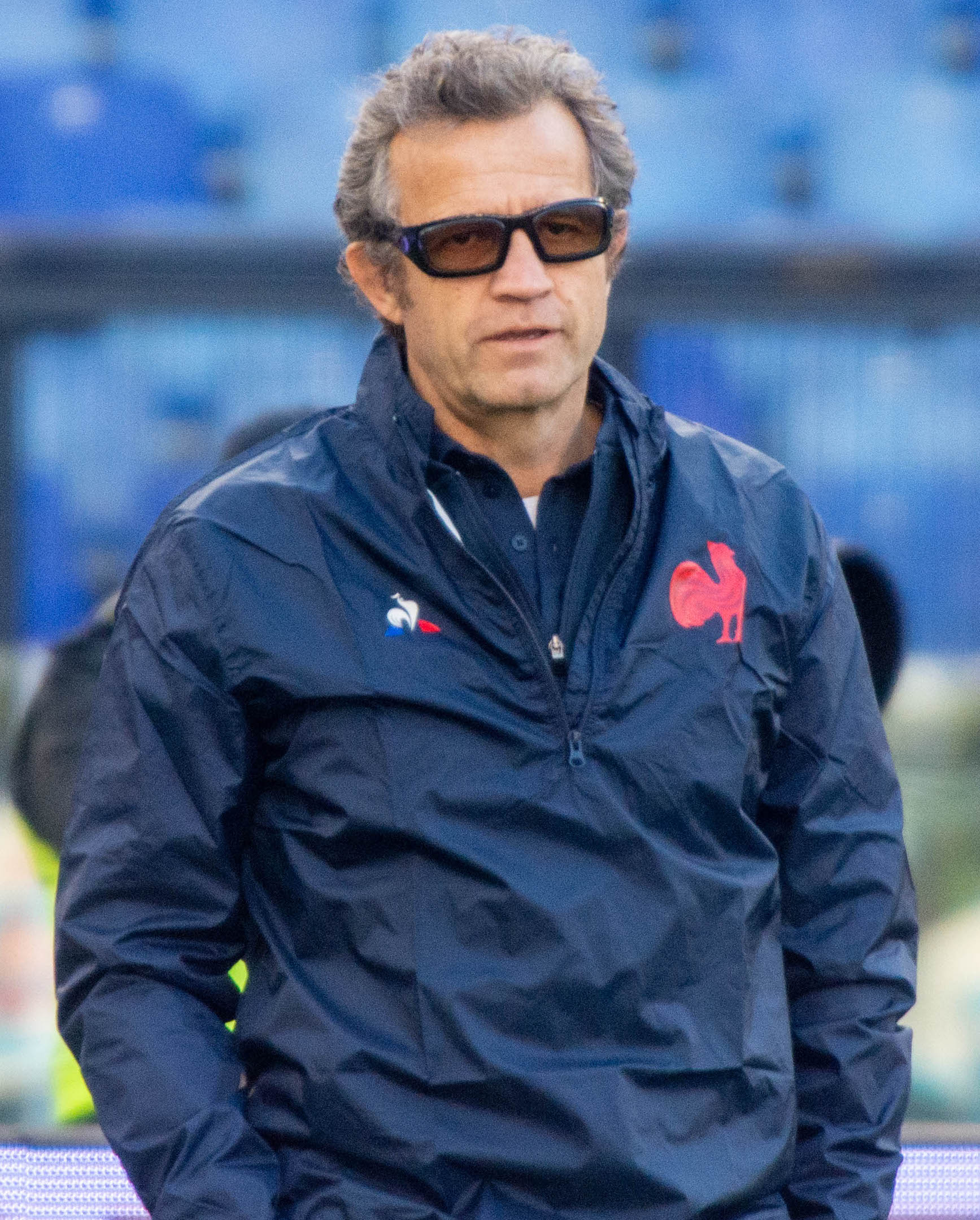
Bernard Laporte installe Fabien Galthié à la tête de l'équipe de France à partir de 2019.

Durant le printemps 2019, Bernard Laporte choisit le nouvel encadrement du XV de France masculin pour la période 2019-2023. Celui-ci sera dirigé par deux anciens internationaux, capitaines de l'équipe lorsque Laporte la dirigeait : Fabien Galthié, nommé sélectionneur et entraîneur en chef, et Raphaël Ibanez, nommé manager. Ils seront accompagnés par trois techniciens issus des clubs du Top 14 : Laurent Labit, William Servat et Karim Ghezal, ainsi que de l'anglais Shaun Edwards, spécialiste de la défense. Ils mènent l'équipe à la victoire dans le Tournoi des Six Nations 2022 en réalisant le Grand Chelem.

#### Vice-président du Six Nations et de World Rugby
Le 10 juillet 2019, Bernard Laporte est élu vice-président du comité du Tournoi des Six Nations. Il seconde le nouveau président John Jeffrey, ancien troisième-ligne international écossais (40 sélections dans les années 1980). En 2020, il se porte également candidat à la vice-présidence de World Rugby aux côtés de son actuel président Bill Beaumont, candidat à sa réélection. Il souhaite remplacer l'Argentin Agustín Pichot, candidat à la présidence face à l'anglais. Beaumont et Laporte sont élus 28 voix à 23. Ils prennent leurs fonctions à partir du 12 mai 2020.
En tant que président de la FFR et vice-président de World Rugby, il œuvre à la création de la Coupe des nations d'automne en novembre 2020 pour remplacer exceptionnellement la tournée d'automne opposant les équipes nationales des hémisphère nord et sud.
Il quitte sa fonction de vice-président de World Rugby le 13 décembre 2022 après sa condamnation par le tribunal correctionnel de Paris en première instance à deux ans de prison avec sursis, deux ans d'interdiction d'exercer toute fonction en lien avec le rugby et 75 000 euros d'amende.

#### Élections fédérales 2020
En 2020, Bernard Laporte se porte candidat à un second mandat à la tête de la FFR. Sa liste est majoritairement composée des membres du comité directeur élu en 2016. Serge Simon est de nouveau en 2e position. Il est notamment accompagné par Wanda Noury et Pascal Papé ainsi que sept présidents de ligues régionales : Alain Doucet (Occitanie), Henri Mondino (Provence Alpes Côte d'Azur), Michel Macary (Nouvelle-Aquitaine), Dominique Coquelet (Pays de la Loire), André Prigent (Centre-Val de Loire), Jacques Vimbert (Normandie) et Jean-Simon Savelli (Corse). Florian Grill, président de la ligue régionale Île-de-France de rugby, est candidat face à lui.
Sa campagne est perturbée par une mise en garde à vue pendant 48 heures par le parquet national financier, dans l'affaire de favoritisme présumé au profit du club de Montpellier, à dix jours de l'élection fédérale.
Le 3 octobre, Bernard Laporte est réélu au terme d'une « campagne virulente » et d'un scrutin très serré (51,47 % de voix favorables pour une participation à 95,21 %).

#### Mise en retrait et démission
Après sa condamnation par le tribunal correctionnel de Paris en première instance, il se met en retrait de la présidence de la FFR pour se conformer à la demande du Comité d'éthique du rugby français et du Ministère des Sports. Il garde alors le poste de président de la Fédération mais délègue toutes ces prérogatives à un président délégué. Il désigne Patrick Buisson le 6 janvier 2023 et accepte sa mise en retrait temporaire en attendant son jugement définitif.
Placé en garde à vue le 24 janvier 2023, avec deux de ses associés, les anciens joueurs de rugby Jean-Pierre Rives et Denis Charvet, pour blanchiment de fraude fiscale aggravé, il en ressort le même jour sans poursuite. Le 27 janvier, sur la demande du Bureau fédéral, Bernard Laporte démissionne de son poste de président de la FFR.
L'enquête est classée sans suite le 24 avril 2024, le parquet national financier, chargé de l'instruction du dossier, (PNF) déclarant « qu’aucune infraction n’a pu être caractérisée ».

### Directeur du rugby à Montpellier
Poussé en janvier 2023 à la démission de la présidence de la Fédération française de rugby après sa condamnation à deux ans de prison avec sursis pour avoir noué un « pacte de corruption » avec Mohed Altrad, président du Montpellier Hérault Rugby, Bernard Laporte revient en tant que directeur du rugby du club héraultais en novembre de la même année,.
Sa première décision est de limoger les entraîneurs en place, Richard Cockerill et Jean-Baptiste Élissalde pour installer un nouvel encadrement dirigé par Patrice Collazo et composé de Christian Labit, Vincent Etcheto et Antoine Battut. Ce staff parvient à maintenir le club à l'issue du barrage d'accession face au FC Grenoble mais le président Mohed Altrad choisit un nouveau staff composé d'anciens joueurs du club (Joan Caudullo, Geoffrey Doumayrou et Benoît Paillaugue) pour la saison 2024-2025.

## Parcours politique

### Parcours

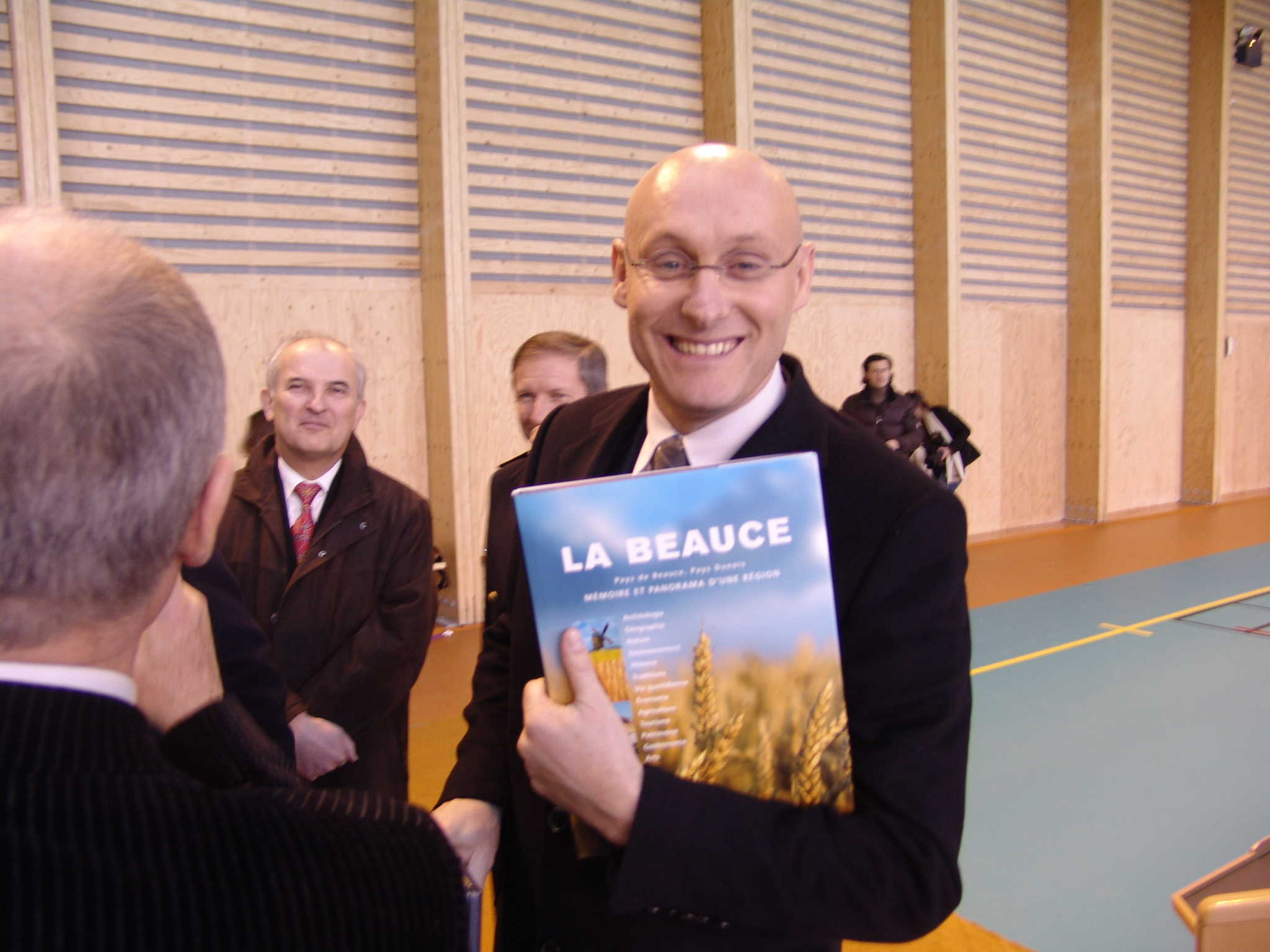
Bernard Laporte en 2008.

Après avoir soutenu Nicolas Sarkozy pour l'élection présidentielle de 2007, Bernard Laporte est nommé secrétaire d'État chargé des Sports, lors de la constitution du Gouvernement François Fillon (2) avec une entrée en fonction reportée à la fin de la Coupe du monde, le 22 octobre 2007, un portefeuille réduit par rapport à ce qui avait été annoncé le 19 juin. Son ministre de tutelle est Roselyne Bachelot.
Dès le 22 octobre 2007, le Parti socialiste a pris clairement position contre cette nomination lors du point de presse qu'il organise chaque semaine. « Bernard Laporte n'a rien à faire au gouvernement » a déclaré Stéphane Le Foll, l'un des porte-parole de ce parti, qui a précisé qu'une telle nomination relevait d'une « confusion entre le sport, les affaires et la politique » et qu'elle s'expliquait par « une amitié forte entre Nicolas Sarkozy et Bernard Laporte ». Stéphane Le Foll a conclu son intervention en soulignant que « Bernard Laporte n'a pas sa place dans le gouvernement de François Fillon ».
Son domaine de compétence ministériel est étendu à la Jeunesse et à la Vie associative, à la suite du remaniement ministériel du 18 mars 2008 mais après la nomination de Martin Hirsch au poste de haut-commissaire à la Jeunesse, il redevient simplement chargé des Sports.
Il quitte le gouvernement après le remaniement ministériel du 23 juin 2009 et est remplacé par Rama Yade. Son bilan politique est contesté, faute de s'être imposé sur les enjeux d'actualité comme la libéralisation des paris sportifs ou le dopage (contrairement à son prédécesseur), son périmètre d'action s'est restreint, alors même que le monde sportif contestait la réduction des moyens des filières de détection des sportifs de haut niveau comme les CREPS.

### Actions politiques
En juillet 2008, le parlement a adopté le projet de loi « dopage » défendu par Bernard Laporte. Objectif : affaiblir les filières de distribution de produits dopants avec la création d'une infraction pénale de détention de produits et une information immédiate du procureur de la République en cas d'infraction constatée par les agents habilités.
Le 11 décembre 2008, il a engagé la réforme du sport de haut niveau : pour le secrétaire d’État, il s’agit de réformer en profondeur le modèle français qui date de plus de 50 ans si l’on veut voir la France retrouver son rang parmi les toutes premières nations sportives. Avec quatre grandes orientations : la création du « campus français de l’excellence sportive» pour lequel le secrétaire d’État a annoncé un investissement total de 200 millions d’euros d’ici à 2008, « redonner du sens aux mots quand on parle de haut niveau, en se concentrant sur les meilleurs » : il s’agit de passer des 15 000 sportifs dit de « haut niveau », à 5 000 (la Grande-Bretagne n'en compte que 1 500), passer d’un pilotage administratif à une logique de management et de la performance : pour Laporte l'enjeu est de réinsuffler la culture de « la gagne » au sport français et la démocratisation du monde sportif (évolution du système électoral au sein des fédérations), « Charte de la parité et de la diversité dans le monde du sport » : Bernard Laporte a déclenché de vives réactions au sein du mouvement sportif en déclarant son intention de limiter le nombre de mandats des présidents de fédérations pour « mettre fin au décalage inacceptable entre le mouvement sportif et la réalité de la société française ». Lors de ses vœux au monde sportif, le 19 janvier 2009, le président de la République, Nicolas Sarkozy, est allé au soutien de son secrétaire d'État sur cette question en déclarant qu'à la tête d'une fédération comme en politique « l'énergie que l’on met à durer, on ne la met pas à agir ».
Bernard Laporte a également présenté, le 16 décembre 2008, sa réforme du sport professionnel. Deux rapports avaient été commandés par Bernard Laporte : l'un à Éric Besson, sur la compétitivité du football français, l'autre à Philippe Séguin sur les grandes enceintes sportives. L'objectif du secrétaire d'État chargé des Sports est de traduire les propositions recueillies à travers un projet de loi annoncé pour le printemps 2009. Cette réforme vise à refondre l'environnement juridique des clubs pour les faire évoluer vers un statut unique de société anonyme, à lutter contre les phénomènes de violences et de racisme dans les stades. Elle s'accompagne d'un volet économique destiné à accroître leur puissance financière (régime assoupli de prêts aux clubs, réforme de la taxe sur les spectacles avec une TVA fixée à 5 %, renforcement des directions nationales de contrôle de gestion des clubs professionnels).
Lors de la réunion informelle des ministres des Sports présidée par Bernard Laporte à Biarritz les 26 et 27 novembre, les ministres européens ont adopté une déclaration commune autour des priorités françaises. C'est notamment la reconnaissance de la « spécificité du Sport » à travers la question du nombre de joueurs sélectionnables en équipe nationale (règle du « 6+5 » en football). Une unanimité des ministres qui a conduit la Commission européenne, d'abord très fermée sur la question, à se montrer plus ouverte. D'autant que cette position quant à la « spécificité du sport » a été intégrée dans les conclusions du conseil européen des chefs d'État et de gouvernement présidé par Nicolas Sarkozy le 12 décembre 2008.

## Monde des affaires
Bernard Laporte était un ami de Robert Fargette, proche du monde du rugby et malheureux frère de Jean-Louis Fargette (abattu en 1993). Bernard Laporte, avec 3 autres joueurs essaye d'aider son ami Robert, qui, entraineur du club de Lavalette, ne veut plus être associé à son frère pour monter le restaurant « les Princes » à Paris. Robert Fargette est abattu à La Valette-du-Var dans le Var en octobre 2000.
Toutes les publications associant Bernard Laporte et Jean-Louis Fargette ont été condamnées par la justice, et les sommes versées en dommages et intérêts attribués à Bernard Laporte reversées à diverses associations[réf. nécessaire].
Bernard Laporte a investi dans plusieurs casinos. Associé à deux anciens internationaux de rugby, William Téchoueyres et Philippe Saint-André, et à la famille Guidicelli. Bernard Laporte acquiert en 1996 les casinos de Mimizan et Biscarrosse, puis celui de Lacanau. Pour le casino de Lacanau, la licence de machine à sous est refusée par le ministère de l’Intérieur du gouvernement Jospin. Le rapport d'enquête de la section Courses et jeux RG est négatif pour les casinos de Biscarrosse et Mimizan. Bernard Laporte a revendu ses trois casinos en juillet 2000. Fin 2006, Bernard Laporte s'associe avec l'ancien international français de rugby Denis Charvet pour acheter le casino de Saint-Julien-en-Genevois, à la frontière suisse.
Il a annoncé en mai 2006 qu'il quitterait son poste d'entraîneur après la Coupe du monde de 2007 pour se consacrer pleinement à ses affaires. Il a investi dans l'immobilier, dans des campings, mais aussi dans la restauration et est devenu actionnaire d'une quinzaine de sociétés diversifiées dans l'immobilier (Groupe LeRoof), dans la publicité, dans l'organisation de séminaires, dans l'équipement sportif (« BeRugBe » et une salle de gymnastique à Toulouse), dans l'alimentaire (pose de son nom sur une cuvée des coopératives de vin à Gaillac, et des biscuiteries du Pyla), dans le tourisme (deux campings près d'Arcachon, sur la dune du Pilat « Pyla camping et camping de la Forêt », et un autre en Dordogne), dans les casinos de jeu (deux casinos dont celui de Saint-Julien-en-Genevois), et dans la restauration (trois restaurants « Olé Bodega » et « Chez Pierre » à Arcachon).
Avec son entrée au gouvernement, Bernard Laporte a mis entre parenthèses ses affaires et a rompu ses contrats publicitaires, ses activités dans les casinos de jeu et son projet de complexe immobilier à Arcachon. Il a arrêté sa chronique dans le journal Metro, ainsi que son émission sur RMC.
En 2010, il devient actionnaire et ambassadeur de L'Officiel des Paris en ligne. En mai 2010, Bernard Laporte accompagné de Yannick Noah, Basile Boli et Denis Charvet prêtent leurs noms à Fan2sport, le premier réseau communautaire du monde du sport, mais mettent fin à l'association n'étant plus d'accord avec le président fondateur-investisseur.

## Activités médiatiques
À l'automne 1999, il commente les matches de la coupe du monde au Pays de Galles sur TF1 avec Christian Jeanpierre.
En septembre 2006, un an avant la coupe du monde 2007, alors qu'il est sélectionneur du XV de France, il devient animateur d'une émission hebdomadaire Direct Laporte sur RMC tous les vendredis de 18 h à 19 h 30 avec François Pesenti. Parallèlement, il rédige aussi une chronique dans le journal gratuit Metro et anime son site internet éponyme bernardlaporte.fr.
Pendant les Jeux olympiques d'été de 2008 à Pékin, Bernard Laporte alors secrétaire d'État aux sports, tient une chronique quotidienne Le regard de Bernard Laporte dans l'émission de Vincent Moscato sur l'antenne de RMC.
Le 5 décembre 2010, il est membre du jury de l'élection de Miss Nationale 2011, organisée par Geneviève de Fontenay.
De janvier à juin 2011, Bernard Laporte est de retour sur RMC pour animer Direct Laporte avec Christophe Cessieux et Denis Charvet chaque lundi de 20 h à 21 h. Dans cette émission, il a reçu et invité les plus grands noms du sport français (David Douillet, Alain Prost, Luc Alphand, Yannick Noah, Sébastien Chabal, Claude Onesta, etc.).
Pour la coupe du monde de rugby 2011, Bernard Laporte rejoint Canal+ comme consultant.
À partir d'octobre 2011, Bernard Laporte est chroniqueur dans le Moscato Show (renommée Super Moscato Show en 2014). À partir du 24 août 2015, Bernard Laporte traite de l'actualité rugby (Top 14, Coupe d'Europe, Coupe du monde…) chaque lundi de 20 h à 21 h dans Direct Laporte. Il est accompagné de Christophe Cessieux et Sébastien Chabal.
Durant la coupe du monde de rugby 2015, il commente les matches sur TF1 avec Christian Jeanpierre.
À partir du 8 novembre 2015, Direct Laporte est également présent tous les dimanches de 18 h à 20 h pour analyser toute l'actualité sportive de la semaine. À la suite de son élection à la tête de la FFR, RMC et Bernard Laporte annoncent, le 21 décembre 2016, qu'ils cessent leur collaboration afin d'éviter de possibles conflits d'intérêts. Son vice-président Serge Simon en fait de même.
À partir de septembre 2018, il intervient comme chroniqueur dans Balance ton post !, un talk-show animé par Cyril Hanouna sur C8. Pour préparer cette émission, il manque la première demi-journée du séminaire fédéral consacrée à la santé des joueurs, organisé le 30 août 2018. Dans un contexte lourd marqué par le décès du jeune joueur d’Aurillac Louis Fajfrowski quelques jours auparavant,, cette absence fait parler. Bernard Laporte répondra aux critiques en assumant pleinement ce choix et en rappelant qu'il est président bénévole de la FFR.

## Affaires judiciaires
Après 12 mois d'enquêtes et 15 perquisitions, Bernard Laporte est interrogé pour de nombreuses actions, notamment sur la tenue d'une comptabilité, des biens sociaux, des actifs, des transferts, des factures, du travail, et des retraits. Une perquisition a été menée en mars 2007 à son domicile mais aucun document n'a été trouvé.
Frédérique Ruggieri, propriétaire du casino de Gujan-Mestras (Gironde), accuse Bernard Laporte d’avoir tenté en 2005 d’obtenir des parts dans le capital de la société, juste avant l’ouverture du casino. Il aurait évoqué ses appuis politiques, en particulier Nicolas Sarkozy, ministre de l’Intérieur. Fin octobre 2007, une plainte a été officiellement déposée auprès du Parquet de Paris par la direction du casino de Gujan-Mestras ». Françoise Néher, doyenne des juges du pôle financier parisien, a décidé fin octobre 2007 d'ouvrir une enquête contre l’avis du parquet, qui estimait cette plainte irrégulière juridiquement. Cette enquête s'est finie par un non lieu, aucune preuve n'ayant été confirmée par des témoins en dehors des accusations de Mme Ruggieri.
Le 22 septembre 2020, Bernard Laporte a été placé en garde à vue à Paris, dans l'enquête menée par la Brigade de répression de la corruption et de la fraude fiscale sur ses liens avec le groupe Altrad. Le patron du groupe, Mohed Altrad, propriétaire du club de rugby de Montpellier et sponsor de l'équipe de France, a également été placé en garde à vue par la police financière, tout comme le patron du comité d'organisation de la Coupe du monde 2023 Claude Atcher, et deux hauts responsables de la FFR, Serge Simon et Nicolas Hourquet. Laporte est notamment soupçonné d'avoir favorisé le Montpellier Hérault rugby, en intervenant auprès de la commission d'appel de la FFR pour faire diminuer des sanctions contre le club, fin juin 2017. Altrad lui avait versé début 2017 180 000 €. Le 13 décembre 2022, il est reconnu coupable de cinq des six infractions pour lesquels il était poursuivi, dont la corruption passive et le trafic d'influence au profit de Mohed Altrad et est condamné par le tribunal correctionnel de Paris en première instance à deux ans de prison avec sursis, deux ans d'interdiction d'exercer toute fonction en lien avec le rugby et 75 000 euros d'amende pour « corruption passive », « trafic d’influence », « prise illégale d’intérêts », « recel d’abus de biens sociaux » et « abus de biens sociaux ». Le tribunal estime notamment que ces infractions « ont, par leur nature et leur ampleur, gravement porté atteinte à l'image de sa fonction de dirigeant, à l'image de la FFR et à l'image du rugby ». Il fait appel de sa condamnation et affirme sa volonté de se maintenir à la tête de la FFR, mais se retire de la vice-présidence de World Rugby. Quelques semaines plus tard, il se met finalement également en retrait de la présidence de la FFR.
Dans une autre affaire, il est placé en garde à vue pour blanchiment de fraude fiscale aggravé en janvier 2023. Courant mars 2024, l'enquête est classée sans suite par le parquet national financier pour absence d'infraction.

## Engagement humanitaire
Il est le parrain de la fondation Greffe de Vie et s'engage pour la cause du don d'organes et de la greffe.
Il a monté, en violation de la charte de la Fédération Française de Rugby, une opération de vente de maillots dont il dit destiner les bénéfices à la fondation Greffe de Vie. Une mauvaise communication de son agent Paulimax, qui a prétendu antérieurement que ces maillots seraient destinés à une association choisie après la coupe du monde de rugby 2007, permet à ses détracteurs de douter de cet engagement. Cependant, l'association peut témoigner que les dons sont effectifs[réf. nécessaire].

## Vie personnelle
Il est victime d'un accident de la route à l'âge de 20 ans. Il s'endort au volant et écrase sa voiture à 120 km/h sur un platane : traumatisme crânien et une semaine de coma. Le diagnostic du médecin est sans appel : « Il n'est évidemment plus question d'envisager la pratique du rugby », lance le chirurgien qui l'a opéré et suivi. Il sera champion de France six ans plus tard avec le CA Bègles. Il considère cet événement comme étant un tournant de sa vie.
Père de jumeaux, Baptiste et Marine, il est marié avec leur mère Nadine de 1989 à 2010,. En 2011, il se remarie au Pyla-sur-Mer, en Gironde, avec Manon Laporte, une avocate fiscaliste élue conseillère régionale d'Île-de-France en 2015 sous l'étiquette Les Républicains. En 2016, Valérie Pécresse confie à Manon Laporte une mission d'évaluation sur l'impact des actions mises en place par la région en faveur de la pratique sportive féminine. Elle devient ensuite déléguée spéciale à l'intergénérationnel. Elle est également tête de liste aux élections municipales de 2014 à Montreuil, candidate aux élections législatives de 2017 (7e circonscription de la Seine-Saint-Denis) et tête de liste aux élections municipales de 2020 à Paris dans le 7e arrondissement avec le soutien de Cédric Villani,.

## Résumé de carrière sportive

### Palmarès comme joueur
- Champion de France en 1991[81]
- Finaliste du Challenge Yves du Manoir en 1991

### Palmarès comme entraîneur
- Palmarès avec le Stade français Paris
  - Champion de France Groupe B (3e division) en 1996[82]
  - Champion de France en 1998
  - Vainqueur de la Coupe de France en 1999
  - Finaliste du Challenge Yves du Manoir en 1998.
- Palmarès avec le RC Toulon
  - Champion de France en 2014
  - 3 fois vainqueur de la Coupe d'Europe en 2013, 2014 et 2015
  - Finaliste du Championnat de France en 2012 et 2013
  - Finaliste du Challenge européen en 2012

### Palmarès comme sélectionneur
- Tournoi des Six Nations : vainqueur en 2002 (Grand chelem), 2004 (Grand chelem), 2006 et 2007
- Coupe du monde : demi-finaliste en 2003 et 2007
- Autres
  - Trophée Eurostar (4) : 2002, 2004, 2005, 2006
  - Trophée Giuseppe Garibaldi (1) : 2007
  - Trophée des bicentenaires (3) : 2001, 2004 et 2005

### Distinctions
- Oscars du Midi olympique 2014 :  Oscar d'Or du meilleur encadrement (avec Jacques Delmas et Pierre Mignoni)
- Nuit du rugby 2014 : Meilleur staff d'entraîneur du Top 14 (avec Jacques Delmas et Pierre Mignoni) pour la saison 2013-2014
- Meilleur entraîneur mondial de l'année lors des International Rugby Board Awards en 2002
- Oscars du Midi olympique :  Oscar d'Argent du meilleur entraîneur français en 2000 et 2001
- Oscars du Midi olympique :  Oscar d'Or du meilleur entraîneur français en 2002

### Bilan comme entraîneur de rugby
| Saison    | Club            | Division     | Poste      | Classement                 | Coupe d'Europe             | Challenge Européen     |
| --------- | --------------- | ------------ | ---------- | -------------------------- | -------------------------- | ---------------------- |
| 1993-1994 | Stade bordelais | 1re Division | Entraîneur | 5e Poule 4                 | -                          | -                      |
| 1994-1995 | Stade bordelais | 1re Division | Entraîneur | 5e Poule 4                 | -                          | -                      |
| 1995-1996 | Stade français  | 3e Division  | Entraîneur | Promu en 2e division       | -                          | -                      |
| 1996-1997 | Stade français  | 2e division  | Entraîneur | Promu en 1re Division      | -                          | -                      |
| 1997-1998 | Stade français  | 1re Division | Entraîneur | Champion de France         | -                          | Éliminé en demi-finale |
| 1998-1999 | Stade français  | 1re Division | Entraîneur | Éliminé en quart-de-finale | Éliminé en demi-finale     | -                      |
| 2011-2012 | RC Toulon       | Top 14       | Manager    | Défaite en finale          | -                          | Défaite en finale      |
| 2012-2013 | RC Toulon       | Top 14       | Manager    | Défaite en finale          | Champion d'Europe          | -                      |
| 2013-2014 | RC Toulon       | Top 14       | Manager    | Champion de France         | Champion d'Europe          | -                      |
| 2014-2015 | RC Toulon       | Top 14       | Manager    | Éliminé en demi-finale     | Champion d'Europe          | -                      |
| 2015-2016 | RC Toulon       | Top 14       | Manager    | Défaite en finale          | Éliminé en quart-de-finale | -                      |

### Bilan comme sélectionneur de rugby
| Année | Sélection | Tournoi     | Poste         | Classement IRB en fin d'année | Tournoi      | Coupe du Monde             |
| ----- | --------- | ----------- | ------------- | ----------------------------- | ------------ | -------------------------- |
| 2000  | France    | Six Nations | Sélectionneur | 5e                            | 2e           | -                          |
| 2001  | France    | Six Nations | Sélectionneur | 5e                            | 5e           | -                          |
| 2002  | France    | Six Nations | Sélectionneur | 4e                            | Grand Chelem | -                          |
| 2003  | France    | Six Nations | Sélectionneur | 4e                            | 3e           | Éliminé en demi-finale, 4e |
| 2004  | France    | Six Nations | Sélectionneur | 5e                            | Grand Chelem | -                          |
| 2005  | France    | Six Nations | Sélectionneur | 3e                            | 2e           | -                          |
| 2006  | France    | Six Nations | Sélectionneur | 2e                            | Vainqueur    | -                          |
| 2007  | France    | Six Nations | Sélectionneur | 6e                            | Vainqueur    | Éliminé en demi-finale, 4e |

## Résumé de carrière médiatique

### Parcours en radio
- 2006-2007 : animateur de l'émission hebdomadaire Direct Laporte sur RMC
- Été 2008 : chroniqueur quotidien de Bernard Laporte dans l'émission de Vincent Moscato sur RMC
- 2011 : animateur hebdomadaire de Direct Laporte sur RMC
- 2011-2016 : chroniqueur dans l'émission Moscato Show puis Super Moscato Show sur RMC
- 2015-2016 : animateur hebdomadaire de l'émission Direct Laporte le lundi pour l'actualité rugbystique
- 2015-2016 : animateur hebdomadaire de l'émission Direct Laporte le dimanche pour l'actualité multisport

### Télévision
- Coupe du monde de rugby à XV 1999 : Commentateur des matches sur TF1 avec Christian Jeanpierre
- Coupe du monde de rugby à XV 2011 : Consultant dans Jour de Coupe du monde sur Canal+
- Coupe du monde de rugby à XV 2015 : Commentateur des matches sur TF1 avec Christian Jeanpierre
- Balance ton post ! sur C8 : Chroniqueur.

## Publications
- Bernard Laporte et Jean-françois Jacquier, Le rugby m'a fait homme, Neuilly-sur-Seine, Michel Lafon, 2007, 209 p. (ISBN 978-2-7499-0667-6).
- Bernard Laporte, Un bleu en politique, Paris, Presses de la Cité, 2009, 205 p. (ISBN 978-2-258-08223-6).
- Bernard Laporte, Petites histoires secrètes du rugby, Paris, Solar Editions, 2013, 184 p. (ISBN 978-2-263-05039-8).